# Isertia scorpioides
Isertia scorpioides là một loài thực vật có hoa trong họ Thiến thảo. Loài này được Boom mô tả khoa học đầu tiên năm 1984.